# 岩山寺
岩山寺，又称灵岩寺，位于山西繁峙县南峪口五台山北麓。全国重点文物保护单位。
该寺创建于金正隆三年（1158年），元朝、明朝、清朝屡有修葺。该寺布局坐北朝南，现存文殊殿、伽蓝殿、地藏殿、马王殿、禅房、垂花门等。文殊殿为金代建筑。四周壁画出自金代宫廷画师王逵之手。